# Anjali
Anjali (Hindi: अञ्जली, अंजली, Marathi, Nepali: अंजली, Tamil: அஞ்சலி, Telugu: అంజలి, Malayalam: അഞ്ജലി) ist ein weiblicher Vorname.

## Herkunft und Bedeutung
Der unter anderem in Indien, in Sri Lanka und in Nepal verwendete Vorname bedeutet auf Sanskrit Anrede, Begrüßungsformel, Gruß.

## Bekannte Namensträgerinnen
- Anjali Devi (1927–2014), südindische Schauspielerin und Filmproduzentin
- Anjali Göbel (* 1958), deutsche Objekt- und Installationskünstlerin
- Priya Anjali Rai (* 1977), US-amerikanische Pornodarstellerin und Schauspielerin